# Angelika
Angelika je ženské křestní jméno latinského původu. Pochází z latinského slova angelicus a vykládá se jako „andělská“. Další variantou jména je Angela. Českou obdobou jména je Anděla.
Podle českého kalendáře má svátek 11. března.

## Angelika v jiných jazycích
- Slovensky: Angelika
- Německy, polsky: Angela nebo Angelika
- Anglicky, italsky: Angelica nebo Angela
- Francouzsky: Angélique
- Španělsky: Angélica
- Rusky: Anželika nebo Angela
- Srbsky: Angela
- Maďarsky: Angelika nebo Angéla

## Známé nositelky jména
- Angelika Kallwass, německá psycholožka
- Angelika Pintířová, česká řeholnice z Kongregace Milosrdných sester svatého Karla Boromejského, vychovatelka a rozhlasová redaktorka
- Angelique Kerberová, německá tenistka
- Angelica Mandy, anglická herečka
- Angela Merkelová – německá politička
- Angela Hitlerová – starší nevlastní sestra Adolfa Hitlera
- Angela Beesleyová Starlingová – britská internetová podnikatelka

fiktivní postavy
- Angelica Kennard-Porter, fiktivní postava z americko-kanadského seriálu Láska je láska

jiné významy
- Angelika (knižní série) – série historických románů francouzské spisovatelky Anne Golon

- Angelika (filmová série), francouzsko-německá filmová série ze 60. let 20. století
  - Angelika, markýza andělů, první film této série
  - Angelika (film, 2013), remake filmu

- Angelika (opera) (Angélique), komická opera Jacquese Iberta z roku 1926